# Јазовка
Јама Јазовка је место масовних погубљења и сахрањивања на Жумберку  у близини града Сошице, повезано са југословенских партизана током Другог светског рата.
Након што су партизани ослободили неколико стотина, већином српске деце из логора за децу Јастребарско, они за које је процењено да не могу да ходају смештени су хрватске породице у селима у околини Жумберка. Усташе су наводно заробили неку дјецу, одвели их у Јазовку и побили, а део вратили у логор.
Познато је и као стратиште нацистичких и усташких војника током и након завршетка Другог светског рата; убиства су извршили партизани. 
После ослобођења Загреба, јединице НОВЈ одлучиле су да стотине својих рањеника сместе у загребачке болнице. Данима пре ослобођења, усташе и нацисти су са собом понели већину својих рањеника. Остали су само тешко рањени и болесни, за које нове власти нису имале милости. О томе сведоче аутентични записи о отпуштању стотина рањеника 5, 6. и 7. маја 1945. После ослобођења из Задужбинске болнице, 14. маја, одведено је 70 мушкараца, од којих су неки Немци, а неки ненемачког порекла. То су били припадници немачких формација које су се повлачиле заједно са Немцима са подручја Северне Африке или Совјетског Савеза. Међу њима налазимо Тунижанина, Палестинца, четири Алжирца, шест Мароканаца и по једног Руса, Чеха и Пољака. За разлику од других трансфера рањеника где је локација на коју су премештени била пописана и забележена, ова „пребацивања“ су вероватно била на стратиште.
Стотине рањених војника из загребачких болница, као и цивила, бачено је у пукотину која се налази у планинском ланцу Жумберка. Приликом ископавања 1990. године овде је откривен велики број скелета и организовано је опело.
2020. године уз јаме Јазовке на подручју општине Жумберак извађени су посмртни остаци најмање 814 особа из периода Другог светског рата.
Ради се о жртвама Другог светског рата и послератног раздобља, а према исказима сведока, жртве су у јаму бацане у више наврата, након битке за Крашић 1943. године и након завршетка рата 1945. године.

## Споменици у Јазовки
Верује се да су прве жртве бачене у ову пећину били војници фашистичког режима Независне Државе Хрватске, заробљени од стране југословенских партизана после Крашићке битке јануара 1943. године.
Касније, 1945. године, припадници Народноослободилачке војске Југославије користили су јаму да тајно сахрањују тела ратних заробљеника, рањених српских и хрватских војника, медицинског особља и католичких часних сестара.
Локално становништво је сачувало сећање на ове догађаје, док је комунистичка југословенска власт потискивала признање за убиства. Након формирања Републике Хрватске 1990. године, ово место је постало историјски споменик. 